# Bob Woolmer
Bob Woolmer (ur. 14 maja 1948, zm. 18 marca 2007 w Kingston) - gracz i trener krykieta. Zmarł w czasie mistrzostw świata odbywających się na Jamajce, tuż po przegranej Pakistanu z Irlandią, gdzie pełnił rolę trenera reprezentacji Pakistanu. Początkowo policja podejrzewała, że przyczyną śmierci było morderstwo, ale kilka miesięcy później autopsja pokazała, że Woolmer zmarł z przyczyn naturalnych.